# Барлоу, Фрэнсис
Фрэнсис Ченнинг Барлоу (англ. Francis Channing Barlow; 19 октября 1834 — 11 января 1896) — американский юрист, политик и генерал армии Союза в годы американской гражданской войны.

## Ранние годы
Барлоу родился в Бруклине, Нью-Йорк, в семье священника унитарианской церкви, но вскоре переехал в дом матери в Бруклайне (штат Массачусетс). Он изучал право в Гарвардском университете, окончил его первым в своём классе и к моменту начала гражданской войны стал практикующим юристом.

## Гражданская война
В апреле 1861 года Барлоу записался рядовым в 12-й Нью-Йоркский пехотный полк — это произошло через день после его свадьбы с Арабеллой Уартон Гриффит Барлоу. В первый же месяц службы он стал первым лейтенантом. Полк был распущен после 90 дней службы и Барлоу перешёл в 61-й нью-йоркский в звании подполковника. Весной 1862 года, во время кампании на полуострове, он уже был полковником.
Его первым сражением стало сражение при Севен-Пайнс, где его полк числился в бригаде Оливера Ховарда, во II корпусе Потомакской армии. В сражении при Глендейле его полк отбился от бригады, но Барлоу сумел вывести его к позициям противника и послать в штыковую атаку. Атака удалась, и Барлоу захватил одно из знамён. В сражении при Малверн-Хилл его полк успешно отразил несколько атак противника.
Во время сражения при Энтитеме Барлоу командовал двумя полками: 61-м и 64-м нью-йоркскими в бригаде Джона Колдуэлла, всего 350 человек. Они атаковали центр обороны противника и люди Барлоу сумели ворваться на позиции противника на знаменитой «Санкен-Роуд», взяв много пленных. Колдуэлл писал в рапорте: «Полковник Барлоу, умело перестроив фронт, частично охватил правый фланг противника и, после разрушительного анфиладного огня, принудил его к капитуляции. Примерно 300 человек и 8 офицеров, среди них и адъютант генерала Стюарта, были взяты в плен полковником Барлоу, и отправлены в тыл моим помощником, лейтенантом Алвордом. Так же полковником Барлоу было захвачено два знамени». Вскоре Колдуэлл принял командование дивизией (после ранения Ричардсона), передав бригаду полковнику Барлоу, который так же вскоре был ранен.
Через два дня Барлоу получил звание бригадного генерала. Из-за ранения он выбыл из строя на несколько месяцев. К весне 1863 года он ещё не выздоровел до конца, но всё равно вернулся в армию в апреле. Ему поручили 2-ю бригаду 2-й дивизии (генерала Штейнвера) XI корпуса, которой он командовал во время сражения при Чанселорсвилле. Эта бригада имела следующий состав:
- 33-й массачусетский, полковник Эдин Ундервуд
- 134-й Нью-Йоркский, полковник Чарльз Костер
- 136-й Нью-Йоркский, полковник Джеймс Вуд
- 73-й огайский, полковник Орланд Смит

Когда корпус попал под знаменитую фланговую атаку генерала Джексона, бригада Барлоу находилась на другом участке поля боя, поддерживая III корпус, и поэтому избежала разгрома. В бою был ранен командир 1-й дивизии Чарльз Дивенс, поэтому генерал Ховард сделал Барлоу командиром дивизии, приказав восстановить боеспособность этого соединения. Барлоу начал с того, что арестовал полковника Фон Гильза. Фон Гильза в итоге вернулся к управлению бригадой, но отношения с Барлоу были испорчены. Солдаты дивизии, которые в массе были немецкого происхождения, невзлюбили Барлоу и за глаза называли его «маленьким тираном» (petty tyrant).
В итоге, во время Геттисберсгкой кампании Барлоу командовал одной из двух дивизий XI федерального корпуса, которая имела следующий состав:
- Бригада Леопольда фон Гильза:
  - 41-й Нью-Йоркский пехотный полк (командир — подполковник Детлев фон Эйсидел),
  - 54-й Нью-Йоркский пехотный полк (командир — майор Стефан Ковач),
  - 68-й Нью-Йоркский пехотный полк (командир — полковник Готтлиф Боурри),
  - 153-й Пенсильванский пехотный полк (командир — майор Джон Фруафф);
- Бригада Эдельберта Эймса:
  - 17-й Коннектикутский пехотный полк (командир — подполковник Дуглас Фолер),
  - 25-й Огайский пехотный полк (командир — подполковник Иеремия Уильямс),
  - 75-й Огайский пехотный полк (командир — полковник Эндрю Харрис),
  - 107-й Огайский пехотный полк (командир — полковник Серафим Мейер).

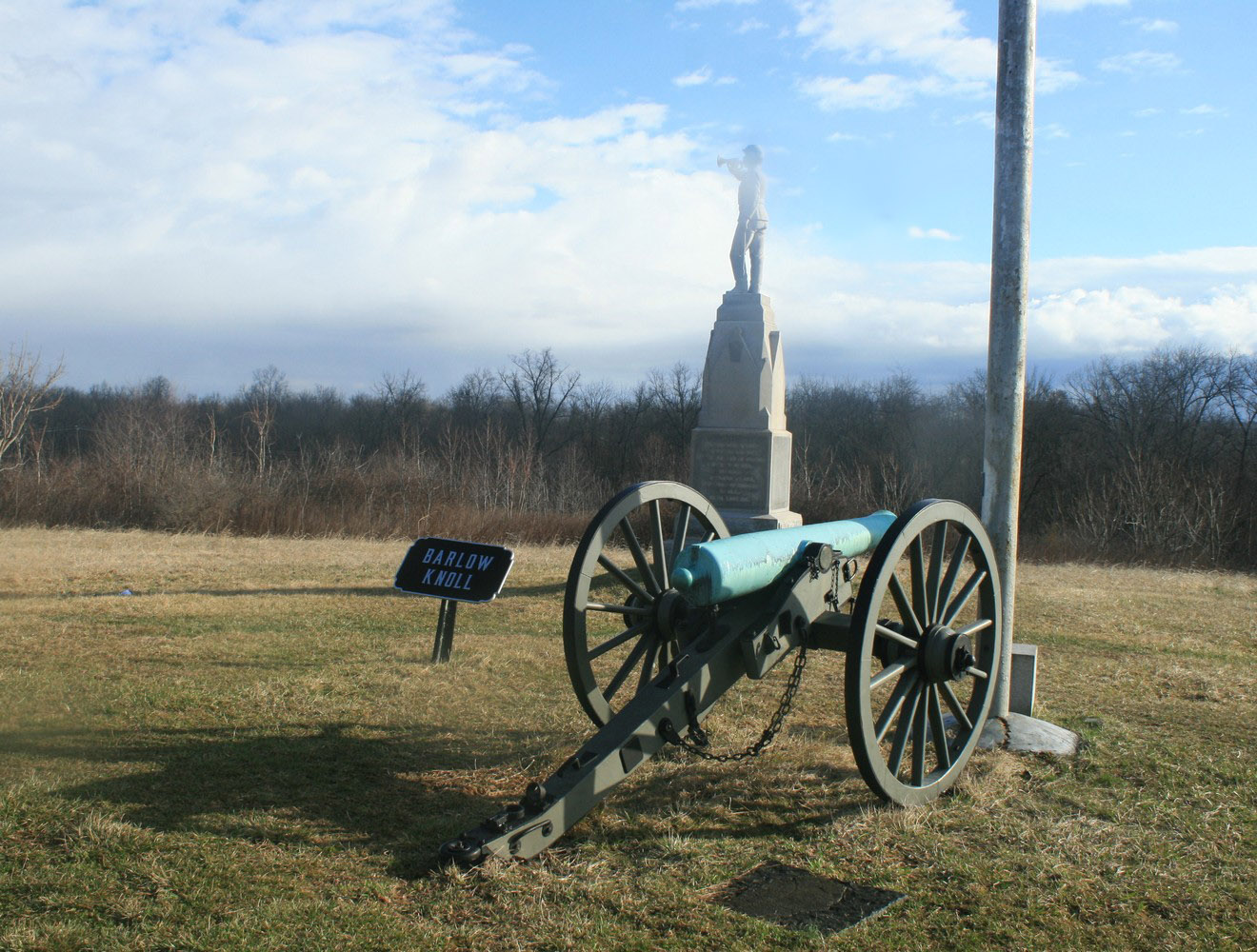
Федеральная артиллерия на холме Барлоу

Когда Оливер Ховард привёл свой корпус к Геттисбергу, он оставил дивизию Штейнвера на Кладбищенском хребте, а дивизии Барлоу и Шиммельфенига отправил в северном направлении, чтобы прикрыть фланг I корпуса. (Судя по мемуарам Шурца, дивизии посланы были разбить идущие в обход части противника). Барлоу разместил свою дивизию на холме Блохера, левее Харрисбергской дороги. На этой позиции она была атакована двумя бригадами противника: бригадой Долса и бригадой Джона Гордона. Первой побежала бригада Фон Гильза, которая расстроила ряды бригады Эймса. Вся дивизия была разбита, сам Барлоу ранен и попал в плен.

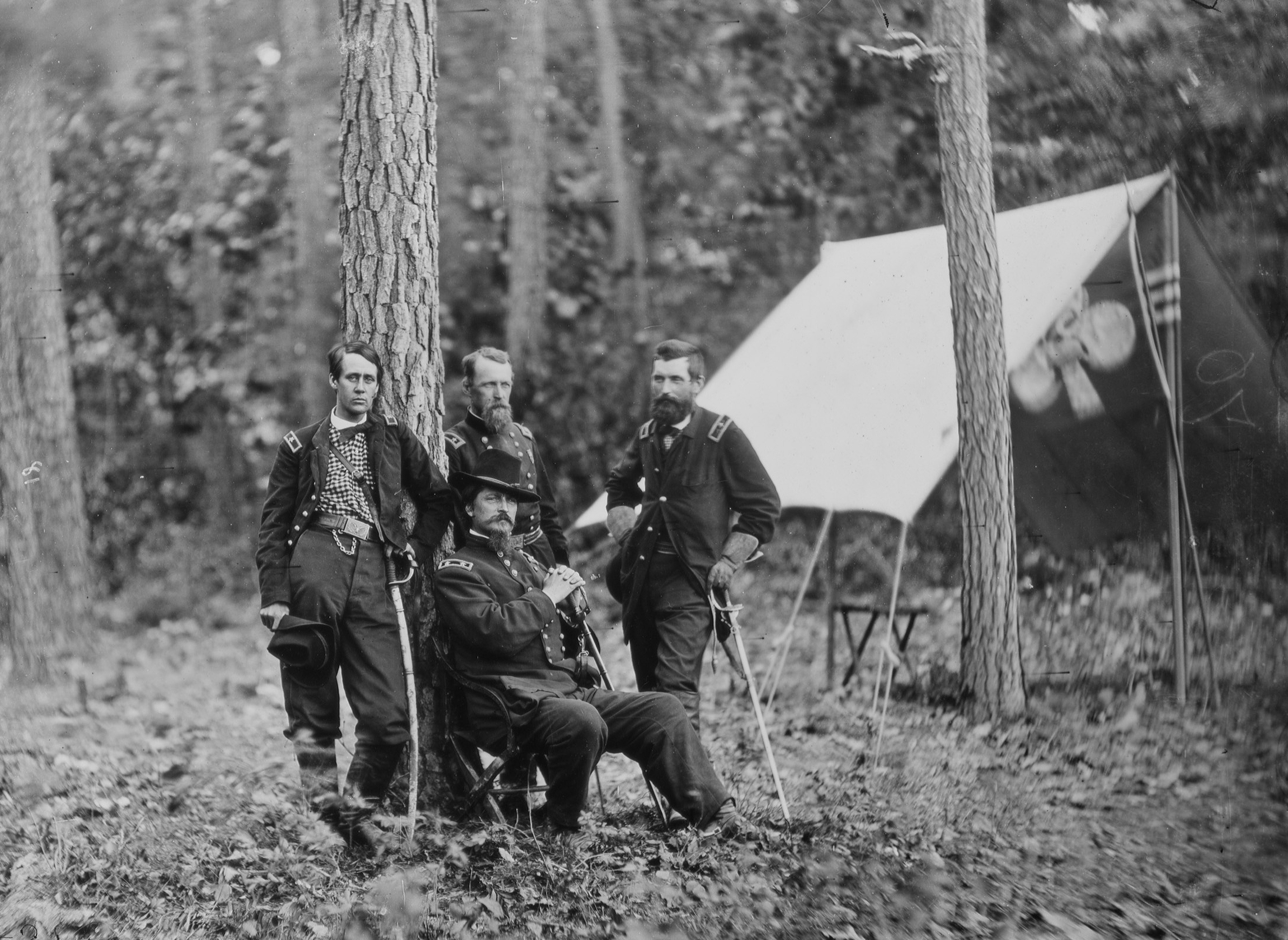
Барлоу (слева), Хэнкок, Бирни и Гиббон во время оверлендской кампании.

После отступления армии Юга от Геттисберга, Барлоу был оставлен и попал в федеральный госпиталь. Он выбыл из строя почти на год и вернулся в армию только в апреле 1864 года, как раз к началу Оверлендской Кампании. Ему дали 1-ю дивизию во II корпусе Хэнкока, и он командовал ею в сражении в Глуши. Во время сражения при Спотсильвейни его дивизия участвовала в разработанной Эмори Аптоном атаке на позиции южан, известные как «подкова мула». Дивизии Барлоу удалось ворваться на позиции и захватить в плен генералов Стюарта и Джонсона. 12 декабря 1864 года президент Линкольн представил Барлоу к награждению временным званием генерал-майора за Спотсильвейни, и сенат подтвердил награждение 14 февраля 1865 года.
Барлоу командовал своей дивизией в сражении при Колд-Харбор и участвовал в осаде Петерсберга. Под Петерсбергом он покидал армию по состоянию здоровья (в июле), но вернулся в строй 6 апреля 1865 года. Во время Аппоматтоксской кампании он командовал 2-й дивизией II корпуса и участвовал в сражении при Сайлерс-Крик. На следующий день его дивизия успела захватить и спасти мост через Аппоматтокс (Сражение при Хай-Бридж), что позволило продолжить преследование и сделало окружение армии Ли неизбежным.
26 мая 1865 года он стал генерал-майором добровольческой армии, но это повышение было утверждено сенатом только 23 февраля 1866 года, когда война уже кончилась, и Барлоу уволился из армии.
Барлоу стал одним из немногих военных федеральной армии, который начал войну рядовым, а окончил генерал-майором.

## Послевоенная жизнь
Его жена Арабелла Барлоу служила в армии медсестрой и умерла от тифа 27 июля 1864 года. После войны он женился на Эллен Шоу, сестре полковника Роберта Гоулда Шоу.
После войны Барлоу служил в службе маршалов США, секретарём штата Нью-Йорк и генеральным прокурором штата, где вёл дело против Уильяма Твида. В 1878 году он основал Американскую ассоциацию юристов.
В 1896 году Барлоу заболел хроническим нефритом и умер 11 января. Он был похоронен на кладбище Уолнат-Стрит-Семетери в Бруклайне (штат Массачусетс).